# Comuna Ciceu-Mihăiești, Bistrița-Năsăud
Ciceu-Mihăiești (în maghiară: Csicsómihályfalva) este o comună în județul Bistrița-Năsăud, Transilvania, România, formată din satele Ciceu-Corabia, Ciceu-Mihăiești (reședința) și Lelești.
Comuna Ciceu-Mihăiești a fost înființată prin Legea Nr.67 din 23 martie 2005, publicată în Monitorul Oficial Nr. 251 din 25 martie 2005, prin desprinderea satelor Ciceu-Mihăiești, Ciceu-Corabia și Lelești din comuna Petru Rareș.

## Demografie
Componența etnică a comunei Ciceu-Mihăiești
     Români (70,3%)
     Romi (20,51%)
     Maghiari (2,81%)
     Alte etnii (6,38%)
Componența confesională a comunei Ciceu-Mihăiești
     Ortodocși (86,72%)
     Penticostali (3,4%)
     Reformați (2,89%)
     Alte religii (0,51%)
     Necunoscută (6,47%)
Conform recensământului efectuat în 2021, populația comunei Ciceu-Mihăiești se ridică la 1.175 de locuitori, în scădere față de recensământul anterior din 2011, când fuseseră înregistrați 1.286 de locuitori. Majoritatea locuitorilor sunt români (70,3%), cu minorități de romi (20,51%) și maghiari (2,81%). Din punct de vedere confesional, majoritatea locuitorilor sunt ortodocși (86,72%), cu minorități de penticostali (3,4%) și reformați (2,89%), iar pentru 6,47% nu se cunoaște apartenența confesională.

## Politică și administrație
Comuna Ciceu-Mihăiești este administrată de un primar și un consiliu local compus din 9 consilieri. Primarul, Silviu-Cătălin Ciceu[*], de la Partidul Social Democrat, este în funcție din 1 noiembrie 2024. Începând cu alegerile locale din 2024, consiliul local are următoarea componență pe partide politice:
|  | Partid                          | Consilieri | Componența Consiliului | Componența Consiliului | Componența Consiliului | Componența Consiliului |
|  | ------------------------------- | ---------- | ---------------------- | ---------------------- | ---------------------- | ---------------------- |
|  | Partidul Social Democrat        | 4          |                        |                        |                        |                        |
|  | Alianța Dreapta Unită           | 2          |                        |                        |                        |                        |
|  | Partida Romilor „Pro Europa”    | 1          |                        |                        |                        |                        |
|  | Partidul Național Liberal       | 1          |                        |                        |                        |                        |
|  | Alianța pentru Unirea Românilor | 1          |                        |                        |                        |                        |

## Atracții turistice
- Fortăreața medievală "Cetatea Ciceu"